# Pseudoleskea desmioclada
Pseudoleskea desmioclada là một loài Rêu trong họ Leskeaceae. Loài này được (Müll. Hal.) Kindb. mô tả khoa học đầu tiên năm 1891.